# Maximilian Dittgen
Maximilian „Max“ Dittgen (* 3. März 1995 in Moers) ist ein deutscher Fußballspieler. Der Stürmer steht beim MSV Duisburg unter Vertrag.

## Karriere

### Vereine
Dittgen begann seine Karriere beim SC Rheinkamp und wechselte 2004 in die Jugend des MSV Duisburg, bei dem er bis 2007 blieb. Danach ging er in die Knappenschmiede des FC Schalke 04 und blieb dieser bis 2009 treu, ehe er zum Rivalen Borussia Dortmund wechselte. Nach einem Jahr kehrte er zu den Schalkern zurück und spielte bis 2013 für diverse Jugendmannschaften des Vereins. 2013 wechselte Dittgen zum 1. FC Nürnberg und kam am 23. März 2013 für dessen zweite Mannschaft beim 2:0-Sieg gegen den FC Ismaning zu seinem Debüt in der Regionalliga Bayern. Zur Saison 2013/14 rückte er fest zur zweiten Mannschaft auf und kam in der Spielzeit auf 24 Einsätze und zwei Tore. Am 1. November 2014 kam Dittgen beim 2:2 gegen den FC St. Pauli erstmals für die erste Mannschaft in der 2. Bundesliga zum Einsatz. Insgesamt spielte er in der Saison 2014/15 sechsmal in der zweiten Liga.
Zur Saison 2015/16 wechselte Dittgen zur SG Sonnenhof Großaspach in die 3. Liga. Er unterschrieb einen Vertrag mit einer Laufzeit bis zum 30. Juni 2017. Bei seinem Debüt am 25. Juli 2015 erzielte Dittgem beim 1:1 gegen Preußen Münster das Tor zur 1:0-Führung. Insgesamt kam er in der Saison auf sechs Tore bei 37 Einsätzen.
Zur Spielzeit 2016/17 wechselte Dittgen zum Zweitligisten 1. FC Kaiserslautern, bei dem er einen Dreijahresvertrag unterschrieb.
Im August 2017 wechselte er auf Leihbasis zum Drittligisten SV Wehen Wiesbaden. Im Anschluss an die Leihe verpflichtet ihn der SVWW zur Saison 2018/19 fest, Dittgen unterschrieb einen Vertrag bis 2020. In der Saison 2018/19 stieg Dittgen mit dem SVWW von der 3. Liga in die 2. Bundesliga auf. In der Saison 2019/20 kam er auf 32 Zweitligaeinsätze (29-mal von Beginn), in denen er 3 Tore erzielte. Der SVWW stieg jedoch direkt wieder in die 3. Liga ab.
Zur Saison 2020/21 wechselte Dittgen zum FC St. Pauli. Er unterschrieb einen Vertrag bis zum 30. Juni 2022, der anschließend nicht verlängert wurde.
Im Sommer 2022 wechselte er zum Drittligisten FC Ingolstadt 04. Seine erste Saison verpasster er allerdings mit einer Oberschenkelverletzung fast vollständig. Auch in der Folge konnte er sich nicht dauerhaft durchsetzen und absolvierte insgesamt nur 37 Pokal- und Ligaspiele, bis er sich im Januar 2025 dem MSV Duisburg in der Regionalliga anschloss, wo er bereits als Kind gespielt hatte.

### Nationalmannschaft
Dittgen durchlief von der U15 an alle Jugendmannschaften des deutschen Fußball-Bundes. Mit der U17-Auswahl nahm er 2012 an der U17-Europameisterschaft in Slowenien teil. Dabei kam er in allen fünf Spielen zum Einsatz und belegte mit der Mannschaft den zweiten Platz, nachdem sie im Finale gegen die Niederlande mit 4:5 im Elfmeterschießen verloren hatte. Seit Herbst 2014 kommt er für die U20-Auswahl zum Einsatz. Mit ihr gewann er im Oktober 2015 den Mercedes-Benz Elite Cup und erzielte beim Sieg gegen die englische U20-Auswahl das entscheidende Tor zum Titelgewinn.

## Erfolge
Nationalmannschaft
- U17-Vize-Europameister: 2012

SV Wehen Wiesbaden
- Aufstieg in die 2. Bundesliga: 2019

MSV Duisburg
- Meister der Regionalliga West 2025 und Aufstieg in die 3. Liga

## Privates
Dittgen ist seit Sommer 2016 verheiratet. Die Hochzeitsvorbereitungen wurden im Februar 2017 in der Sendung Zwischen Tüll und Tränen auf dem Fernsehsender VOX ausgestrahlt.